# عبدالعزیز عبدالغنی
عبدالعزیز عبدالغنی (انگلیسی: Abdul Aziz Abdul Ghani; ۴ ژوئیهٔ ۱۹۳۹ – ۲۲ اوت ۲۰۱۱) سیاست‌مدار اهل یمن بود. وی ۲ مرتبه از ۲۵ ژانویه ۱۹۷۵ تا ۱۵ ۱کتبر ۱۹۸۰ و از ۱۳ نوامبر ۱۹۸۳ تا ۲۲ مه ۱۹۹۰ نخست‌وزیر جمهوری عربی یمن بود. او همچنین از ۶ اکتبر ۱۹۹۴ تا ۱۴ مه ۱۹۹۷ نخست‌وزیر یمن بود. 
عبدالعزیز عبدالغنی در ۲۲ اوت ۲۰۱۱، بر اثر جراحات وارده در سوء قصد به جان رئیس‌جمهور علی عبدالله صالح در ژوئن ۲۰۱۱، در سن ۷۲ سالگی در ریاض، عربستان درگذشت.